# Ouvrage de Valdeblore
L'ouvrage de Valdeblore, appelé aussi de la Reynardière, est une fortification faisant partie de la ligne Maginot, situé sur la commune de Valdeblore dans le département des Alpes-Maritimes.
Il s'agit d'un petit ouvrage d'infanterie interdisant le passage sur une des routes d'accès à Nice, construit en complément du gros ouvrage de Rimplas se trouvant au-dessus.

## Description

### Position sur la ligne
L'ouvrage avait pour mission d'interdire la route est-ouest reliant la vallée de la Vésubie à celle de la Tinée. Cette route est une portion de la N 565 (l'actuelle D 2565), menant de Saint-Martin-Vésubie à Rimplas en traversant le val de Blore.

### Souterrains
Comme tous les autres ouvrages de la ligne Maginot, celui de Valdeblore est conçu pour résister à un bombardement d'obus de gros calibre. Les organes de soutien sont donc aménagés en souterrain, creusés sous plusieurs mètres de roche, tandis que les organes de combat, dispersés en surface sous forme de blocs, sont protégés par d'épais cuirassements en acier et des couches de béton armé. Les installations souterraines abritent un casernement pour l'équipage (14 places couchées), des systèmes de ventilation (avec filtres à air), une cuisine (avec cuisinière au charbon), un poste de secours, des latrines, des lavabos, des stocks de munitions, de vivres, d'eau et de gazole, ainsi qu'une petite usine électrique, le tout relié par une galerie voûtée.
L'électricité était utilisée pour l'éclairage, la ventilation, la pompe de l'entrée (utilisée lors du ravitaillement en eau par camion) et le projecteur blindé extérieur. Cette électricité était produite par deux groupes électrogènes, composés chacun d'un moteur Diesel SMIM 2 SR 14 (deux cylindres, fournissant 24 ch à 750 tr/min) couplé à un alternateur, complétés par un petit groupe auxiliaire (un moteur CLM 1 PJ 65, de 8 ch à 1 000 tr/min) servant à l'éclairage d'urgence de l'usine et au démarrage pneumatique des gros diesels. Le refroidissement des moteurs se fait par circulation d'eau.

### Blocs
Le bloc 1 sert d'entrée à l'ouvrage. Sa protection est d'1,5 mètre d'épaisseur de béton armé pour la dalle et les murs. Sa défense rapprochée est assurée par un créneau pour fusil mitrailleur (FM) en caponnière, un autre monté dans la porte, ainsi qu'un fossé diamant et une goulotte lance-grenades.
Le bloc 2 est sur le dessus de l'ouvrage et servait d'observatoire. Sa protection était de deux mètres de béton pour sa dalle et d'1,75 pour les murs (il est plus vulnérable aux bombardements). Il comporte une cloche GFM à cinq créneaux (elle était équipée d'un périscope J 2 et armée d'un FM et d'un mortier de 50 mm), ainsi qu'une petite prise d'air blindée (en forme de champignon).
Le bloc 3 est une casemate d'infanterie tirant vers l'est dans l'axe de la route, protégée par les éboulis rocheux et par 1,75 mètre de béton pour la dalle et 1,5 m pour les murs. La façade comporte un créneau pour jumelage de mitrailleuses (interchangeable avec un canon antichar de 47 mm monté sur rail) et un créneau pour un projecteur (bouché au béton car le projecteur ne fut jamais livré), le tout complété par un créneau pour FM en caponnière, un fossé diamant et une goulotte à grenades,.

### Armement
La pièce antichar est un canon de 47 mm AC modèle 1934, une arme puissante pour l'époque, surtout vis-à-vis des chars italiens assez faiblement blindés.
Les mitrailleuses et les fusils mitrailleurs de l'ouvrage étaient chacun protégé par une trémie blindée et étanche (pour la protection contre les gaz de combat). Ils tirent la même cartouche de 7,5 mm à balle lourde (modèle 1933 D de 12,35 g au lieu de 9 g pour la modèle 1929 C).
Les mitrailleuses étaient des MAC modèle 1931 F, montées en jumelage (JM) pour pouvoir tirer alternativement, permettant le refroidissement des tubes. La portée maximale avec cette balle (Vo = 694 m/s) est théoriquement de 4 900 mètres (sous un angle de 45°, mais la trémie limite le pointage en élévation à 15°), la hausse est graduée jusqu'à 2 400 mètres et la portée utile est plutôt de 1 200 mètres. Les chargeurs circulaires pour cette mitrailleuse sont de 150 cartouches chacun, avec un stock de 50 000 cartouches pour chaque jumelage. La cadence de tir théorique est de 750 coups par minute, mais elle est limitée à 450 (tir de barrage, avec trois chargeurs en une minute), 150 (tir de neutralisation et d'interdiction, un chargeur par minute) ou 50 coups par minute (tir de harcèlement, le tiers d'un chargeur). Le refroidissement des tubes est accéléré par un pulvérisateur à eau ou par immersion dans un bac.
Les fusils mitrailleurs (FM) étaient des MAC modèle 1924/1929 D, dont la portée maximale est de 3 000 mètres, avec une portée pratique de l'ordre de 600 mètres. L'alimentation du FM se fait par chargeurs droits de 25 cartouches, avec un stock de 7 000 par FM de casemate et 1 000 pour un FM de porte. La cadence de tir maximale est de 500 coups par minute, mais elle est normalement de 200 à 140 coups par minute,.

## Histoire
La construction de l'ouvrage a coûté un total de 1,6 million de francs (valeur de décembre 1936).